# Kapustové halušky
Kapustové halušky (także słow. strapačky s kapustou albo strapačky; ostatnia nazwa występuje głównie w miastach, węg. sztrapacska) – tradycyjne, mączne danie kuchni słowackiej (przede wszystkim wschodniosłowackiej), odmiana klusek (słow. halušky) z surowych ziemniaków z boczkiem i kiszoną kapustą.
Strapačky tradycyjnie przygotowywane są w zróżnicowany sposób, zależnie od upodobań konsumenta, z ziemniaków i mąki lub tylko z ciasta mącznego, do którego dodawane są jajka.
Danie, jako dodatek, serwowane jest do różnych potraw słowackich. Stanowi też pożywne danie główne (w takim wypadku oprócz boczku i kapusty podawane są  m.in. z twarogiem, prażoną cebulą lub wędzonym mięsem). Danie znane jest też na terenie Czech.